# Plagionit
Plagionit – minerał klasy siarczków.

## Występowanie
- Stara Góra, Polska
- Chiusdino, Włochy
- Harz, Niemcy
- Góry Fichtel, Niemcy